# Ethelweard
Ethelweard nació en el año 901, fue el segundo de los diez hijos de Eduardo el Viejo, rey de Wessex, con su segunda esposa Elfleda, nieta del rey Etelredo I.

## Biografía
Conocido por ser un joven erudito, Ethelweard vivía como un ermitaño en Bridgnorth, cuando a la muerte de su padre (17 de julio de 924) la Witan lo designó para sucederlo.
Murió en Oxford, al parecer asesinado por órdenes de su medio hermano Athelstan, el 2 de agosto de 924, a los 23 años de edad y después de solamente 16 días de reinado, siendo sepultado en la catedral de Winchester.
| Predecesor: Eduardo el Viejo | Rey de Wessex 924 | Sucesor: Athelstan |

- Datos: Q272322

## En la Ficción
Ethelweard es interpretado por Ewan Horrocks como en la quinta temporada "The Last Kingdom" y en la película "Seven Kings Must Die" (2023)